# Maktaba Shamela
Maktaba Shamela (arabisch für „umfassende Bibliothek“) ist eine umfassende Sammlung arabischer Texte mit ca. 6.000 Werken von 2.400 Autoren, von der frühen islamischen Geschichte bis heute.
Diese u. a. in Universitäten genutzte Sammlung kann komplett im Internet heruntergeladen werden und ermöglicht detaillierte Recherchen über die Entwicklung der islamischen Welt.